# Chrášťany (Hulín)
Chrášťany je malá vesnice, část města Hulín v okrese Kroměříž. Nachází se asi 3 km na jihovýchod od Hulína. Je zde evidováno 46 adres. Trvale zde žije 84 obyvatel.
Chrášťany leží v katastrálním území Chrášťany u Hulína o rozloze 1,61 km2.
Ve středu vesnice bylo vybudováno kryté posezení s prostorem na grilování. Poté se k posezení přidalo malé dětské hřiště.
Každý rok se zde koná slavnostní stavění a kácení májky, mše svatá u zvonice, degustace slivovice, a o vánočních svátcích košt bramborových salátů.

## Název
Jméno vesnice bylo původně pojmenováním jejích obyvatel Chrášťané, které označovalo lidi usazené v chrastí nebo u chrastí. Stejné místní jméno se vyskytuje i v Čechách a Polsku.

## Historie
První písemná zmínka o obci pochází z roku 1557.
Obec byla elektrifikována v roce 1924. Stavební práce započaly v srpnu, a 6. října 1924 bylo dílo zprovozněno. Vybudování sítě přišlo na 50.000Kč, a za dalších 30.000Kč musela obec nakoupit podíl v elektrárně Přerov.
V roce 1934 byla v obci vybudována kanalizace. Dílo realizovala firma stavitele Malého z Hulína. Náklady činily 34.500Kč. Stavební práce započaly v září, a trvaly 4 týdny. Při hloubení výkopů narazili dělníci před domem č.p.8 na kosterní pozůstatky dvou lidí, pocházející pravděpodobně z dob třicetileté války. Už po dvou letech provozu vykazovala kanalizace značné závady. Musely se vyměnit mřížové poklopy za pevnější, a kvůli sesedání zeminy se několikrát předlážďovaly příkopy.
V roce 1937 byla obec připojena na telefonní síť.
Dne 30. 9. 2011 byl vydán kolaudační souhlas pro stavbu vodovodu. Jednalo se o akci "Vodovod Chrášťany - Záhlinice - Kurovice" financovanou z dotačního programu Ministerstva zemědělství, z dotace Zlínského kraje a z prostředků jednotlivých obcí. V Chrášťanech probíhaly výkopové práce v květnu 2012. První dům byl na vodovodní řad napojen na počátku června 2012, v současné době je 28 odběratelů.
V červnu a červenci 2020 proběhla v obci rekonstrukce veřejného osvětlení. Byly položeny nové el.kabely, a vztyčeny nové pozinkované stožáry s úspornými svítidly LED Urbino. Nově je osvětlen i prostor hřbitova.

## Obyvatelstvo

### Struktura
Vývoj počtu obyvatel za celou obec i za jeho jednotlivé části uvádí tabulka níže, ve které se zobrazuje i příslušnost jednotlivých částí k obci či následné odtržení.
| Místní části   | Místní části   | 1869 | 1880 | 1890 | 1900 | 1910 | 1921 | 1930 | 1950 | 1961 | 1970 | 1980 | 1991 | 2001 | 2011 |
| -------------- | -------------- | ---- | ---- | ---- | ---- | ---- | ---- | ---- | ---- | ---- | ---- | ---- | ---- | ---- | ---- |
| Počet obyvatel | část Chrášťany | 179  | 224  | 231  | 234  | 209  | 201  | 188  | 148  | 140  | 113  | 82   | 77   | 89   | 87   |
| Počet domů     | část Chrášťany | 30   | 35   | 37   | 37   | 38   | 43   | 43   | 43   | –    | 39   | 31   | 42   | 44   | 44   |

## Pamětihodnosti
- Zvonice - dominanta obce.
- Boží muka. Objekt se nachází naproti hřbitova.
- Kamenný kříž u polní cesty do Kurovic. Postaven v roce 1873, v roce 2019 nákladem 220.000Kč zrekonstruován.
- Kamenný kříž před domem č.p.1.
- Márnice v prostoru hřbitova. V současné době v havarijním stavu.